# Analyse technologique
Ne doit pas être confondu avec Analyse technique ou Évaluation de technologie.
L'analyse technologique (ou diagnostic technologique[à vérifier]) permet d'étudier les différentes techniques et connaissances scientifiques que possède une entreprise pour concevoir et développer son produit.